# 박진 (사회 운동가)

박진은 대한민국의 사회 운동가이다. 다산인권센터 상임활동가이다. '박근혜 정권 비상국민 퇴진행동’ 공동 상황 실장으로 일하며 제18대 대통령 박근혜의 파면에 기여했다. 경기대학교 법대에 입학한 후 학생운동에 참여했고 인권운동에 투신하면서 대학 졸업 후 20대 초반의 나이에 '다산인권상담소'와 인연을 맺어 '다산인권센터' 상임활동가에 이르렀다. 박근혜정권 퇴진 비상국민행동 기록기념위원회 백서팀장으로 활동했다.